# Червен бергамот
Червеният бергамот (Monarda didyma) е вид многогодишно растение от семейство устноцветни (Lamiaceae).

## Разпространение
Видът е родом от източните части на Северна Америка от Мейн на запад до Онтарио и Минесота, и на юг до северна Джорджия.

## Описание
Червеният бергамот е вид ароматна билка достигаща на височина до 0,7 – 1,5 метра. Стъблата са с квадратно напречно сечение. Листата са с дължина около 6 – 15 см и широки 3 – 8 см. Имат тъмнозелени с червеникави листни жилки с грубо назъбен ръб и косъмчета от долната страна. Цветовете са яркочервени и тръбовидни с дължина около 3 – 4 см.